# Alpharetta
Alpharetta est une ville du comté de Fulton, dans l’État de Géorgie, aux États-Unis. Selon le recensement de 2010, sa population est de 57 551 habitants.

## Économie
Colonial Pipeline, fondé en 1963, y a son siège social.

## Démographie
| 1860 | 1870 | 1880 | 1890 | 1900 | 1910 |
| ---- | ---- | ---- | ---- | ---- | ---- |
| 261  | 126  | 164  | 256  | 310  | 356  |

| 1920 | 1930 | 1940 | 1950 | 1960  | 1970  |
| ---- | ---- | ---- | ---- | ----- | ----- |
| 379  | 477  | 647  | 917  | 1 349 | 2 455 |

| 1980  | 1990   | 2000   | 2010   | - | - |
| ----- | ------ | ------ | ------ | - | - |
| 3 128 | 13 002 | 34 854 | 57 551 | - | - |

## Personnalités
- Trevor Gaskins (1989-), joueur de basket-ball américano-panaméen, est né à Alpharetta.
- Jaylen Brown (1996-), joueur de basket-ball américain, est né à Alpharetta.